# Codex Vaticanus 354

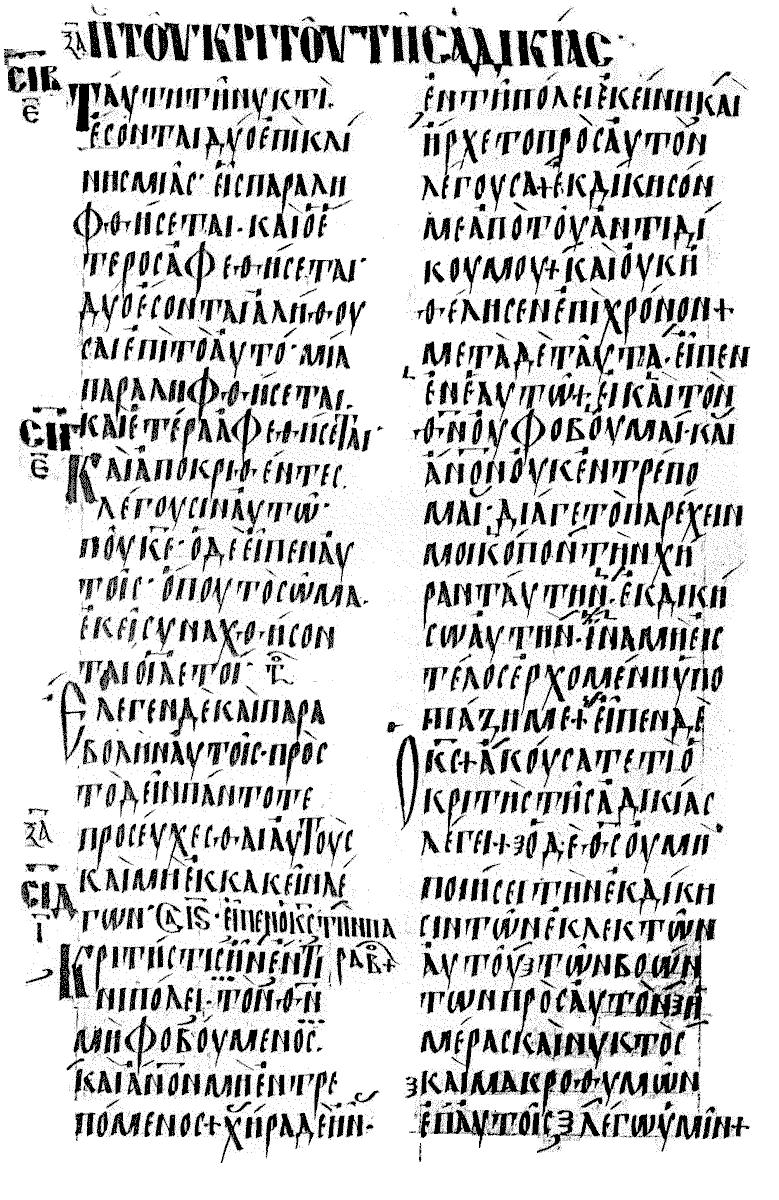
Evangelio de Lucas 17,34-18,8

El Codex Vaticanus 354 (Roma, Biblioteca Vaticana, Gr. 354); Gregory-Aland no. S o 028; ε 1027 (von Soden) es un manuscrito uncial del siglo X. El códice contiene los cuatro Evangelios.
El códice consiste de un total de 235 folios de 36 x 24 cm. El texto está escrito en dos columnas por página, con entre 27 líneas por columna.
El texto griego de este códice es una representación del tipo textual bizantino. Kurt Aland lo ubicó en la Categoría V.